# Dvorec Sporta Chimik
Dvorec Sporta Chimik (rusky Ледовый дворец спорта «Химик» имени Заслуженного тренера СССР Эпштейна Н. С.) je sportovní zařízení ve Voskresensku v Moskevské oblasti Ruské federace. Kapacita činí 3 229 diváků. Je domovskou arénou hokejového klubu VHL Chimik Voskresensk. V paláci jsou šatny, dvě tělocvičny, zasedací místnost, tiskové středisko a kavárna. Aréna byla otevřena 22. září 1966.
Zahajovací zápas se konal 25. září 1966. Stadion Chimik hostil hokejisty z Leningradu. Místní klub hrál s leningradským SKA nerozhodně – 3:3.

## Architektura
Sportovní areál byl postaven podle projektu architekta Jurije Regentova, který projektoval několik podobných arén ve městech Elektrostal, Kujbyšev, Čerepovec, Glazov a dalších.